# 埃格雷讷河畔圣罗克
埃格雷讷河畔圣罗克（法語：Saint-Roch-sur-Égrenne，法語發音：[sɛ̃ ʁɔk syʁ eɡʁɛn] ⓘ）是法国奥恩省的一个市镇，位于该省西部，属于阿朗松区。

## 地理
埃格雷讷河畔圣罗克（48°34'35"N, 0°44'45"W）面积12.29 平方千米，位于法国诺曼底大区奧恩省，该省份为法国西北部内陆省份，北起顺时针与卡爾瓦多斯省、厄尔省、厄尔-卢瓦省、萨尔特省、马耶讷省和芒什省接壤。
与埃格雷讷河畔圣罗克接壤的市镇（或旧市镇、城区）包括：圣乔治德鲁埃莱、圣马尔代格雷讷、栋夫龙昂普瓦赖。

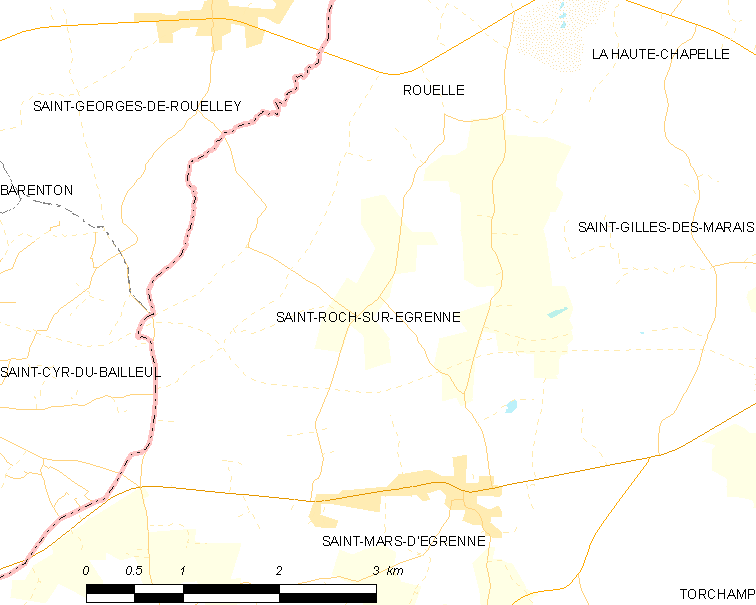
埃格雷讷河畔圣罗克的OSM定位图

埃格雷讷河畔圣罗克的时区为UTC+01:00、UTC+02:00（夏令时）。

## 行政
埃格雷讷河畔圣罗克的邮政编码为61350，INSEE市镇编码为61452。

## 政治
埃格雷讷河畔圣罗克所属的省级选区为奥恩诺曼底地区巴尼奥勒县。

## 人口

1962-2008年间埃格雷讷河畔圣罗克人口变化图示

埃格雷讷河畔圣罗克于2022年1月1日时的人口数量为150人。